# Jonah Falcon
Jonah Adam Julio Cardeli Falcon, conhecido como Jonah Falcon, (29 de julho de 1970, Brooklyn, Nova Iorque) é um ator e escritor norte-americano.

## Biografia
Jonah Falcon nasceu no Greenpoint Hospital e é filho único de Cecilia Cardeli, funcionária de um contador, e Joe Falcon, um marinheiro que morreu dois anos após o nascimento de Falcon.
Falcon se formou em 1988 na The Bronx High School of Science. Depois de terminar o ensino médio, Falcon decidiu que queria se tornar um ator e escritor e se matriculou em uma faculdade estadual para estudar teatro. Falcon ganhou atenção da mídia depois de aparecer no documentário da HBO de 1999, Private Dicks: Men Exposed, em que 25 homens foram entrevistados sobre seus pênis. O artigo relata o pênis de Falcon como 24 centímetros de comprimento quando flácido e 34 cm de comprimento quando ereto.Quando entrevistado pela revista Out, ele identificou sua orientação sexual como bissexual.
Em janeiro de 2006, Falcon apareceu em um documentário da Channel 4 chamado The World's Biggest Penis. Falcon foi convidado por Samantha Bee a entrar na indústria da pornografia, mas ele recusou, dizendo que seria "apenas a saída fácil" e que ele deseja exercer uma carreira de atuação mais decente.
Em abril de 2011, ele apareceu no documentário da TLC, Strange Sex. Em 19 de junho de 2013, Falcon lançou um single com Adam Barta chamado de "It's Too Big". Em 2014, Falcon concordou em doar seu pênis para o Museu Falológico Islândes após sua morte.

## Filmografia

### Cinema
| Ano  | Filme                  | Diretor             | Papel                  |
| ---- | ---------------------- | ------------------- | ---------------------- |
| 1995 | Mercy                  | Richard Shepard     | Bêbado                 |
| 1996 | Eddie                  | Steve Rash          | Fan Knicks             |
| 1997 | A, B, C... Manhattan   | Amir Naderi         | Músico                 |
| 2001 | Uma Mente Brilhante    | Ron Howard          | Doente mental          |
| 2002 | Crève, Smoochy, crève! | Danny DeVito        | Homem                  |
| 2002 | City by the Sea        | Michael Catón-Jones | Empregado de fast-food |
| 2006 | Just My Luck           | Donald Petrie       | Testemunho do noivo    |
| 2006 | O Bom Pastor           | Robert De Niro      | Servidor               |
| 2007 | Across the Universe    | Julie Taymor        | Manifestante           |
| 2012 | Man on a Ledge         | Asger Leth          | Chef                   |

### Televisão
| Ano         | Série                             | Diretor       | Papel           | Episódios |
| ----------- | --------------------------------- | ------------- | --------------- | --------- |
| 1998        | Melrose Place                     | Darren Star   | Servidor        | 3         |
| 1999        | Law & Order: Special Victims Unit | Dick Wolf     | Jurado          | 1         |
| 2000        | Madigan Men                       | Cindy Chupack |                 | 1         |
| 2000 e 2001 | Ed                                | Rob Burnett   | Barfly          | 2         |
| 2003        | Law & Order                       | Dick Wolf     | Jurado número 2 | 1         |
| 2006        | The Sopranos                      | David Chase   | Dave            | 1         |

## Vida pessoal
Em uma entrevista de 2003, Falcon afirmou que seu mais longo relacionamento com uma mulher durou um ano.
Em uma outra entrevista ele disse ter perdido a virgindade aos dez anos de idade, na época seu pênis media 20 centímetros.

## Controvérsias
Em 9 de julho de 2012, Falcon disse que foi barrado por oficiais da TSA (Administração da Segurança em Transportes dos EUA) no Aeroporto Internacional de São Francisco, devido à grande protuberância em sua vestimenta. De acordo com Falcon, depois de passar por um detector de metal e um scanner de corpo ele foi libertado e autorizado a pegar o seu vôo:

(...) “Eles até colocaram um pó em minhas calças, provavelmente um teste para explosivos. Eu achei engraçado”.